# Diocese de Uberlândia

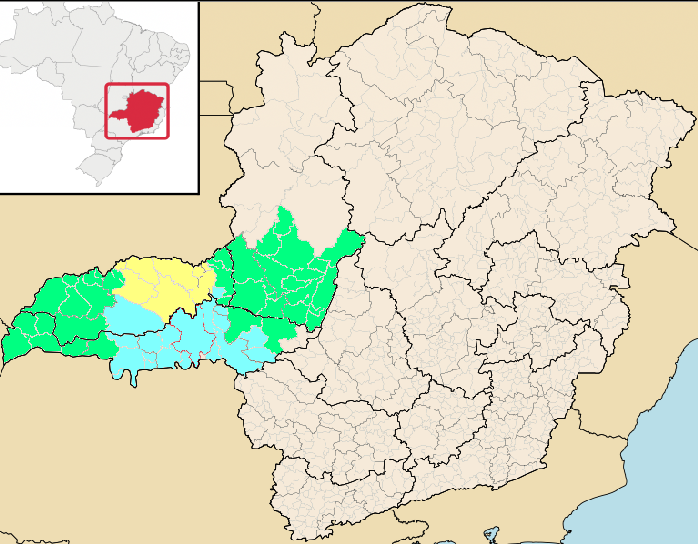
Província Eclesiástica de Uberaba.

Regional CNBB Leste 2.

A Diocese de Uberlândia (Dioecesis Fertiliensis) é uma circunscrição eclesiástica da Igreja Católica no estado de Minas Gerais.

## História
A diocese foi criada no dia 22 de julho de 1961, por meio da bula Animorum Societas do Papa João XXIII, com território desmembrado da então diocese de Uberaba. Em outubro de 1982 cedeu parte de seu território para que fosse criada a diocese de Ituiutaba.

## Municípios e limites eclesiásticos

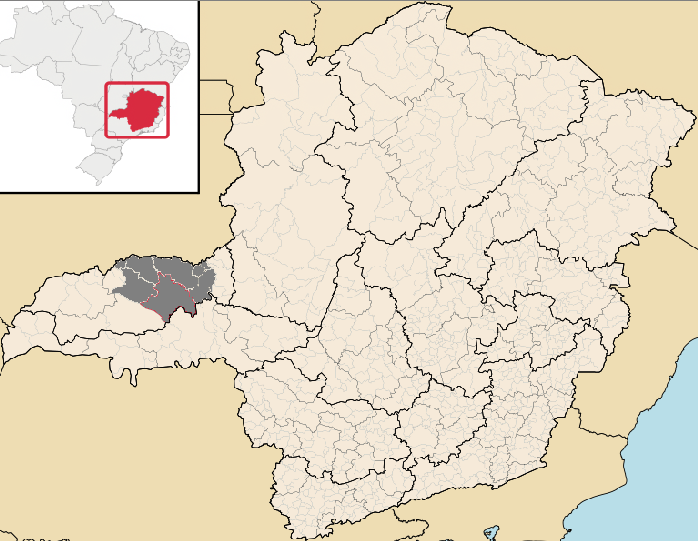
Mapa da diocese.

Municípios na diocese: 
- Araguari
- Araporã
- Cascalho Rico
- Estrela do Sul
- Grupiara
- Indianópolis
- Monte Alegre de Minas
- Tupaciguara
- Uberlândia

Limites eclesiásticos:
- Arquidiocese de Uberaba (MG);
- Diocese de Patos de Minas (MG);
- Diocese de Ituiutaba(MG);
- Diocese de Ipameri (GO);
- Diocese de Itumbiara (GO).

## Divisão territorial
A Diocese de Uberlândia está dividida em 45 circunscrições eclesiásticas sendo elas paróquias, quase-paróquias e setores. A catedral é dedicada a Santa Teresinha e a diocese tem também um santuário dedicado à Nossa Senhora Aparecida.
Uberlândia
- Paróquia da Catedral de Santa Teresinha
- Paróquia Bom Jesus
- Paróquia Cristo Redentor de Uberlândia
- Paróquia Cristo Rei
- Paróquia Divino Espírito Santo
- Paróquia Nossa Senhora da Abadia
- Paróquia Nossa Senhora da Abadia
- Santuário Nossa Senhora Aparecida
- Paróquia Nossa Senhora do Caminho
- Paróquia Nossa Senhora do Carmo
- Paróquia Nossa Senhora das Dores
- Paróquia Nossa Senhora de Fátima
- Paróquia Nossa Senhora das Graças da Medalha Milagrosa
- Paróquia Nossa Senhora de Guadalupe
- Paróquia Sagrada Família
- Paróquia Santa Edwiges
- Paróquia Santa Mônica
- Paróquia Santa Rosa de Lima
- Paróquia Santa Isabel de Portugal
- Capelania dos Assentamentos Rurais e Urbanos Santa Paulina
- Paróquia São Benedito
- Paróquia São Cristóvão e Nossa Senhora Desatadora de Nós
- Paróquia São Francisco de Assis
- Capelania São Francisco de Assis e Santa Clara
- Paróquia São Gaspar Bertoni
- Paróquia São João Batista
- Paróquia São Judas Tadeu
- Paróquia São Mateus de Uberlândia
- Paróquia São Mateus
- Paróquia São Sebastião
- Paróquia São Vicente de Paulo

Araguari
- Paróquia Nossa Senhora Aparecida
- Paróquia Nossa Senhora de Fátima
- Paróquia Nossa Senhora da Penha
- Paróquia Nossa Senhora do Rosário
- Paróquia São Judas Tadeu
- Paróquia São José Operário
- Paróquia São Sebastião
- Paróquia Senhor Bom Jesus da Cana Verde

Araguari
- Paróquia São João Batista

Cascalho Rico
- Paróquia Nossa Senhora Mãe dos Homens

Estrela do Sul - Grupiara
- Paróquia de Santana

Indianápolis
- Paróquia São Francisco das Chagas

Monte Alegre de Minas
- Paróquia Nossa Senhora da Abadia

Tupaciguara
- Paróquia Nossa Senhora da Guia

Araporã

## Bispos
|                 | Nome                            | Período    | Notas                              |
| Bispos          | Bispos                          | Bispos     | Bispos                             |
| --------------- | ------------------------------- | ---------- | ---------------------------------- |
| 4º              | Paulo Francisco Machado         | 2008-atual |                                    |
| 3º              | José Alberto Moura, C.S.S.      | 1992-2007  | Nomeado Arcebispo de Montes Claros |
| 2º              | Estêvão Cardoso de Avelar, O.P. | 1978-1992  |                                    |
| 1º              | Almir Marques Ferreira          | 1961-1977  |                                    |
| Bispo-coadjutor |                                 |            |                                    |
|                 | José Alberto Moura, C.S.S.      | 1990-1992  |                                    |
|                 | Onofre Cândido Rosa, S.D.B.     | 1971-1977  | Nomeado Bispo coadjutor de Corumbá |
| Bispo-auxiliar  |                                 |            |                                    |
|                 | Onofre Cândido Rosa, S.D.B.     | 1970-1971  | Elevado Bispo-coadjutor            |